# 케일라 뮬러
케일라 진 뮬러(Kayla Jean Mueller, 1988년 8월 14일 ~ 2015년 2월 6일)는 이라크 레반트 이슬람 국가에 납치당해 성학대를 받다 사망한 미국의 인권운동가이자 인도주의 지원 활동가이다.
바리샤를 기습하여 아부 바크르 알바그다디를 체포 또는 사살하기 위한 작전이 케일라 뮬러 작전으로 명명됐다.

## 같이 보기
- 대니얼 펄
- 제임스 폴리 (기자)
- 존 캔틀리
- 아부 바크르 알바그다디의 죽음
- 스티븐 소틀로프